# Memorial Gil y Gil
De Memorial Gil y Gil is een voetbaltrofee waarvoor vanaf het seizoen 2005/2006 elk seizoen wordt gespeeld tussen de Spaanse voetbalclubs Atlético Madrid en Real Madrid in eerbetoon aan de markante overleden voorzitter van Atlético Madrid Jesús Gil y Gil. De wedstrijd vindt plaats in het Estadio Vicente Calderón van Atlético Madrid.

## I Memorial Gil y Gil (editie 2005/06)
Atlético Madrid - Real Madrid 1-1 (Real Madrid w.n.s. 5-6)
Op 30 december 2005 speelden de teams met 1-1 gelijk door goals van Javier Balboa voor Real Madrid (0-1) en van Ariel Ibagaza voor Atlético Madrid (1-1). In de penaltyserie miste José Antonio García Calvo vervolgens de beslissende strafschop.

## II Memorial Gil y Gil (editie 2006/07)
Atlético Madrid - Real Madrid 0-0 (Atlético Madrid w.n.s. 4-3)
Op 22 december 2006 speelden beiden ploegen voor 25.000 toeschouwers met 0-0 gelijk waarna Atlético Madrid na penalty’s won. Voor Atlético Madrid scoorden Jacobo, Batres, Zahínos en Pollo. Víctor Bravo miste. Voor Real Madrid scoorden Borja Valero, Adrián González en Álvaro Negredo. Nieto en Bueno misten vanaf elf meter.
Opstellingen
Atlético Madrid: Pichu, Molinero, Pablo Ibáñez, Azcárate, Antonio López, Galleti, José Manuel Jurado, Gabi, Mista, Torres, Kun Agüero.
Ook speelden: José Ignacio Zahínos, Ballesteros, Víctor Bravo, Marcos Martín, Miguel Ramos, Batres, Julián Vara, Raúl Llorente, Jacobo, Pollo, Falcón
Real Madrid: Diego López, Míchel Salgado, Pavón, Cannavaro, Raúl Bravo, Guti, De la Red, Raúl, Reyes, Nieto, Álvaro Negredo
Ook speelden: Mejía, Miñambres, Iván Helguera, Bueno, Borja Valero, Sergio, Adrián González

## Winnaars
- 2005/06: Real Madrid
- 2006/07: Atlético Madrid